# Johan August Lundell
Johan August Lundell (ur. 25 lipca 1851 w Möre, zm. 28 stycznia 1940 w Uppsali) – szwedzki językoznawca, slawista, profesor Uniwersytetu w Uppsali.

## Życiorys
Lundell urodził się w parafii Kläckeberga w Möre, w regionie Smalandii. Jego rodzicami byli Anders Andersson i Carolina Olsdotter.
W 1871 rozpoczął studia na uniwersytecie w Uppsali, gdzie w 1876 otrzymał tytuł licencjata. W latach 1880–1885 pracował w bibliotece uniwersyteckiej.
W 1882 poślubił Marie-Louise Jönsson. Tego samego roku otrzymał, jako pierwszy w Szwecji, tytuł docenta fonetyki. W 1891 został, również jako pierwszy w kraju, profesorem slawistyki. W Uppsali nauczał języków: bułgarskiego, polskiego, serbskiego, rosyjskiego, czeskiego i staro-cerkiewno-słowiańskiego. Wykładał również rosyjski na sztokholmskiej uczelni ekonomicznej Handelshögskolan.

## Osiągnięcia
Lundell znany jest głównie jako dialektolog i twórca landsmålsalfabetet, opublikowanego w 1879 systemu transkrypcji fonetycznej przeznaczonego specjalnie do zapisu głosek dialektów języka szwedzkiego. Lundell opracował go w reakcji na panujący wówczas w dialektologii chaos i obecność wielu, konkurujących ze sobą systemów zapisu.
Również w 1879 założył poświęcony szwedzkim dialektom i kulturze ludowej rocznik „Svenska landsmål och svenskt folkliv”, którego redaktorem był przez wiele lat i który ukazuje się do dzisiaj.